# Petromasculinidad

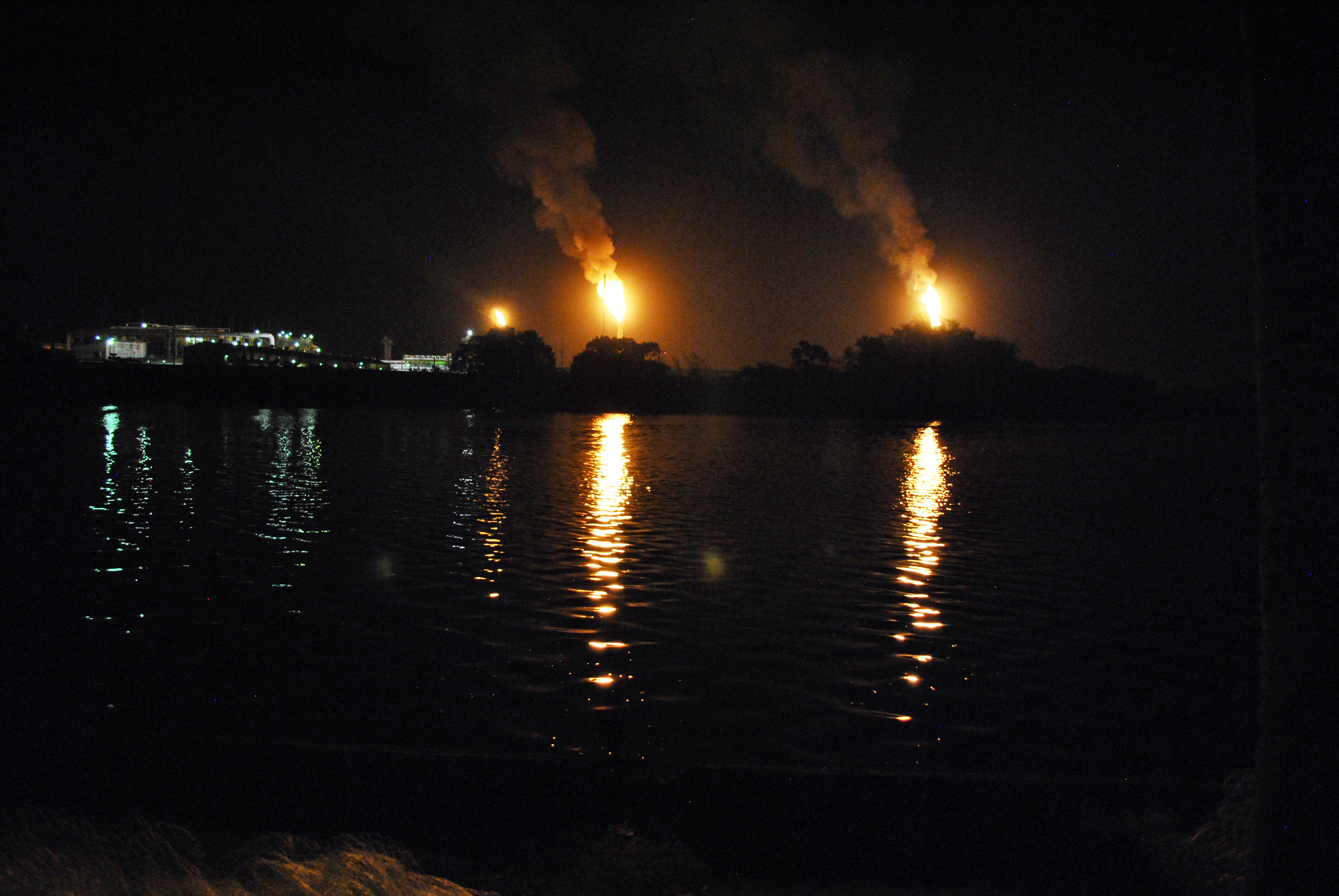
Refinería de combustibles "Dos Bocas" en Tabasco

La petromasculinidad es un concepto que deriva del pensamiento patriarcal, que describe un sistema de creencias, actitudes y comportamientos en el que el hombre blanco heteronormativo es situado como eje central del desarrollo en la sociedad industrializada. Este sistema ejerce dominio sobre el territorio, la naturaleza y la feminidad, y se sostiene mediante el uso de combustibles fósiles no renovables como principal motor de progreso.

## Orígenes del término
El término es acuñado por la politóloga Cara Daggett en su artículo del 2018 titulado Petro-masculinity: Fossil Fuels and Authoritarian Desire, en donde argumenta que la identidad masculina tradicional –especialmente en sus formas más conservadoras o autoritarias– mantiene una conexión simbólica y material con el uso de combustibles fósiles, como el petróleo y el carbón. Según esta perspectiva, la dependencia de estas fuentes de energía no solo responde a necesidades económicas o tecnológicas, sino que también expresa una forma de resistencia cultural frente a discursos ecologistas y feministas que promueven la transición energética y la justicia climática.
Se plantea que la resistencia de ciertos sectores sociales, particularmente masculinos, frente a la transición energética y a las políticas de mitigación del cambio climático, puede entenderse como una reacción a la amenaza percibida contra el orden patriarcal tradicional. En este sentido, la petromasculinidad opera como un marco teórico dentro de los estudios de energía, el feminismo y la ecología política, integrando perspectivas críticas sobre la forma en que las relaciones de poder, el género y el medio ambiente se intersectan en contextos de crisis climática y disputas ideológicas.
El artículo se convirtió en un texto influyente dentro del campo de los estudios críticos sobre energía, al proponer que el mantenimiento del sistema energético basado en combustibles fósiles no se sostiene solo por razones económicas o tecnológicas, sino también por dinámicas culturales y emocionales asociadas al género y al poder.

## Relación con la masculinidad y el autoritarismo

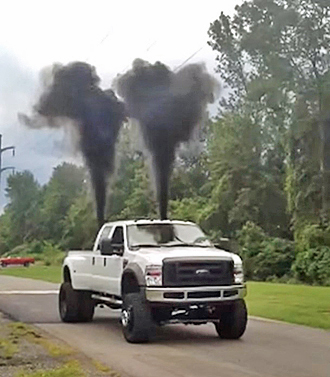
Camioneta modificada para emitir mayores cantidades de gases y hollín

La masculinidad, entendida como una construcción cultural que privilegia atributos como la fuerza, el control y la competitividad, han influido significativamente en la configuración simbólica de los vehículos motorizados y sus entornos sociales. Prácticas como el carbón rodante (rollin' coal como es conocido en inglés), que consiste en modificar vehículos diésel para emitir grandes cantidades de humo negro, se han utilizado como formas de protesta contra discursos medioambientales y políticas climáticas. Este vínculo se manifiesta en prácticas como la modificación de automóviles para aumentar el ruido o las emisiones, actos que no solo exaltan la potencia mecánica, sino que también operan como afirmaciones de poder ante discursos ecológicos o de equidad.
La petromasculinidad, en este sentido, se define como la intersección entre las identidades masculinas tradicionales y el mantenimiento del orden energético basado en los combustibles fósiles. Ha estado de forma presente y persistente en representaciones culturales como la publicidad automovilística. En estas, el vehículo es asociado al éxito masculino, mientras que las mujeres son retratadas como una idea secundaria, como símbolos de estatus accesibles mediante el control del automóvil. Este término refuerza una lógica de dominación que vincula directamente al conductor con atributos de autoridad y superioridad, reproduciendo estructuras de género jerárquicas.

## Manifestaciones culturales y políticas
Las manifestaciones culturales y políticas en torno a la petromasculinidad evidencian cómo ciertas formas de identidad masculina se han construido históricamente en relación con el dominio técnico, el consumo de energía fósil y la resistencia al cambio climático. Este concepto, abordado en el artículo Ansiedades y petromasculinidad de Revista Mercurio, sugiere que la exaltación de la fuerza, la autonomía y la agresividad —atributos tradicionales del ideal masculino— se vincula simbólicamente con la defensa de industrias extractivistas. A través de discursos, objetos culturales y posicionamientos políticos, estas expresiones revelan una problemática ante la pérdida de privilegios asociados al modelo energético fósil, lo que a menudo se traduce en una oposición activa frente a políticas ecológicas o de equidad de género. La cultura, en este sentido, se convierte en un campo de disputa donde se reconfiguran o resisten los vínculos entre identidad, poder y sostenibilidad.
En una exposición en el Museu d'Art de Gerona de España, titulada Petromasculinidades, se exploraron las formas en que el petróleo ha configurado imaginarios masculinos y estructuras de poder autoritarias. A través de instalaciones artísticas, se abordó cómo este recurso no solo ha sostenido el modelo energético del siglo XX, sino también ha moldeado identidades vinculadas al dominio, la fuerza y el control. Estas expresiones culturales, presentes en la vida cotidiana mediante el ruido urbano, la publicidad automovilística o el transporte, revelan una asociación persistente entre el uso de una visión del mundo centrada en la masculinidad hegemónica. Desde su extracción hasta su consumo, el petróleo ha estado históricamente ligado a formas de violencia simbólica y material que reflejan relaciones jerárquicas tanto a nivel social como ambiental. 
La relación entre la petromasculinidad y el sistema capitalista se encuentra tan arraigada a nuestra sociedad moderna que sus secuelas se han filtrado en la cultura más popular y no solo en exposiciones de arte contemporáneo. Ejemplos de esto se pueden observar en la música, la literatura, el lenguaje y el arte popular, causando que las prácticas relacionadas con estos conceptos se normalicen y se integren a la sociedad de manera subconsciente, y pueden dar origen a muchas conductas accidentalmente petromasculinas.

## Críticas y debates
El concepto ha generado tanto interés académico como controversia. Algunos críticos señalan que, aunque útil para visibilizar la relación entre patriarcado y dependencia energética, el término puede resultar excesivamente abstracto o limitarse a una lectura occidental del problema. Otros argumentan que corre el riesgo de caricaturizar la masculinidad conservadora sin ofrecer alternativas concretas para la transición energética. Desde el arte y la filosofía crítica, se ha señalado que el término podría reforzar una visión binaria y esencialista del género si no se contextualiza adecuadamente en marcos interseccionales. A pesar de estas tensiones, el debate ha enriquecido los estudios sobre género, energía y crisis ecológica, promoviendo nuevas formas de analizar el cambio climático desde una perspectiva política y afectiva.